# Alois Mrázek
Alois Mrázek (9. června 1868 Příbram – 26. listopadu 1923 Praha) byl český zoolog, entomolog a etolog. Byl profesorem Univerzity Karlovy v Praze a byl specialistou na korýše a klanonožce. Prozkoumal také faunu mravenců, máloštětinatců (Oligochaeta) a hlístic.

## Život
Mrázek se narodil v Příbrami jako syn profesora báňské akademie. Studoval na filozofické fakultě Karlo-Ferdinandovy univerzity a působil u Antonína Friče a od roku 1893 se stal asistentem Františka Vejdovského. Jeho rané práce se týkaly srovnávací anatomie, spolupracoval s Karlem Herfortem, Josefem Floriánem Baborem, Karlem Šulcem, Františkem Karlem Studničkou a dalšími. V roce 1896 získal doktorát a stal se docentem zoologie. V roce 1905 se stal mimořádným profesorem a nějakou dobu působil jako knihovník Královské české společnosti nauk. Studoval hermafroditismus u korýšů. Začal se zajímat o složité životní cykly helmintů a stal se spolueditorem časopisu Journal of Parasitology. Studoval také parazity prvoků. Spolu s Vejdovským pracoval na vývoji vajíček. 
Od roku 1918 byl profesorem zoologie na Univerzitě Karlově v Praze; zajímal se zejména o hydrobiologii a na univerzitě založil akvárium. Byl členem České akademie věd a umění. Rozsáhle sbíral exempláře a podnikal výpravy do jeskyní, včetně Lipské Pečiny u Cetinje. Byl známým učitelem a přednášel o evolučních myšlenkách. Byl známý svou otevřeností a přímostí, ale špatné zdraví vedlo k předčasné smrti. 
Mezi jeho žáky patřil i Jaroslav Štorkán a Vladimír Teyrovský. Měl velkou vědeckou knihovnu, kterou věnoval Univerzitě Karlově.

## Dílo (výběr)
- O nauce vývojové (theorii descendenční) (1907)

- Několik kapitol z biologie mravenců. (1926).[2]